# Maïa Pandjikidze
Maïa Pandjikidze (en géorgien : მაია ფანჯიკიძე), née le 16 octobre 1960 à Tbilissi (URSS), est une femme politique géorgienne. Membre du Rêve géorgien, elle est ministre des Affaires étrangères entre 2012 et 2014. 